# Eustache Luillier
Pour les articles homonymes, voir Luillier.
Eustache Luillier (XVe – XVIe siècle) est un magistrat français.

## Biographie
Eustache Luillier, seigneur de Saint-Mesmin et de Bonneuil, maître des comptes, il fut pourvu de la charge de prévôt des marchands de Paris de 1502 à 1504. 
Il est l’ancêtre des prévôts Jean Luillier, Jean Luillier (mort en 1588) et Nicolas Luillier. Ils donnèrent leur nom à la rue Lhuillier à Paris.